# Béni Mellal

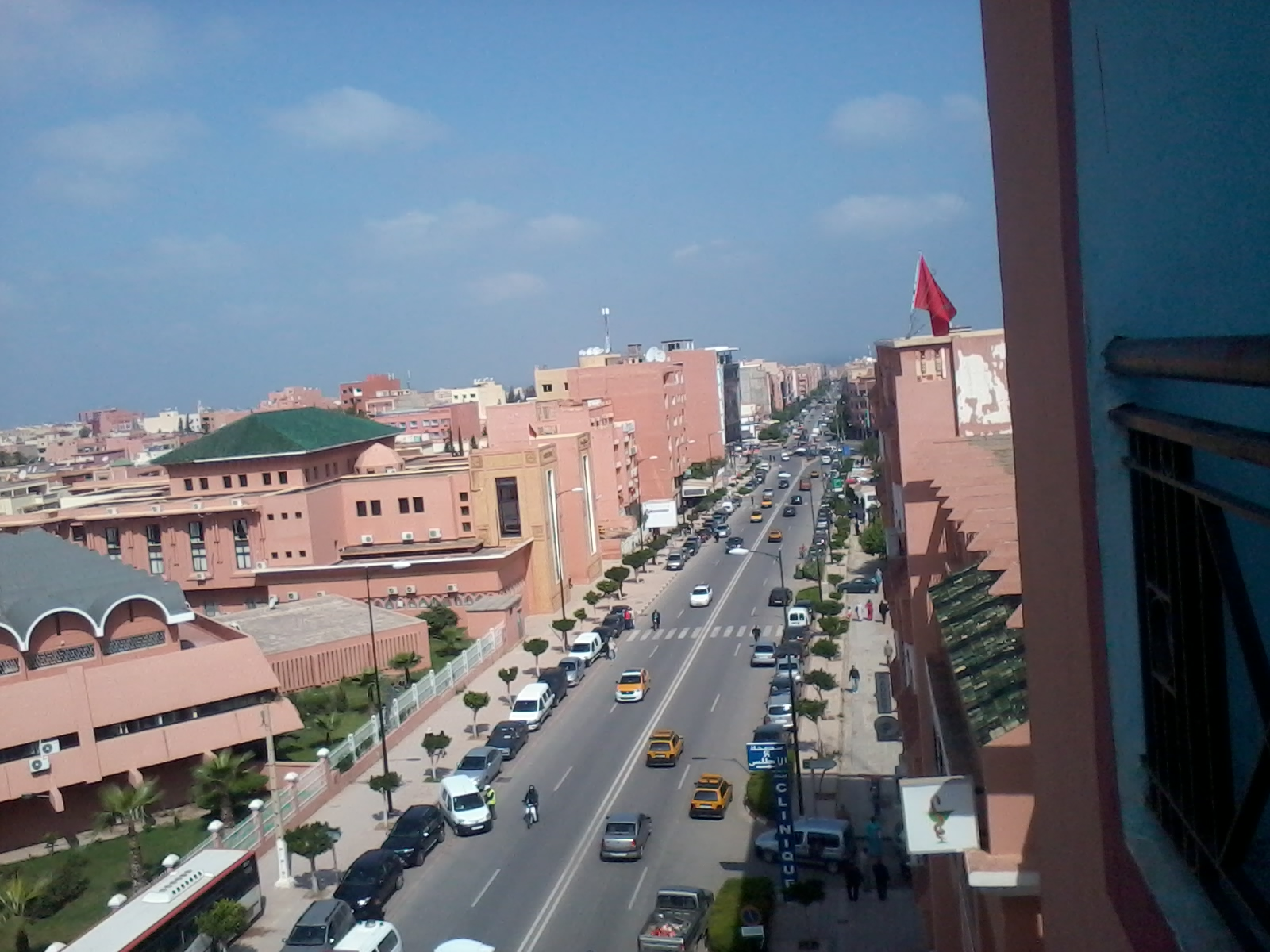
Gata i Béni Mellal.

Béni Mellal (arabiska: بني ملال) är en stad i Marocko, vid foten av Atlasbergen. Staden ligger i regionen Béni Mellal-Khénifra och är administrativ huvudort för provinsen Béni Mellal. Folkmängden uppgick till 192 676 invånare vid folkräkningen 2014.
Béni Mellal är ett marknadscentrum för jordbruksdistrikten på Beni Amir-slätten, där det odlas apelsiner, oliver, fikon och annan frukt. Staden har vägförbindelse med Fès, Marrakech och Casablanca. Söder om staden ligger en konstgjord insjö och dammen Bin el Ouidane.